# Slavko Almažan
Slavko Almažan (rum. Slavco Almăjan; rođen 10. marta 1940. godine u Orešcu) vojvođanski rumunski je pesnik, prozni pisac, imagolog, pisac radio-drama, eseja, režiser, prevodilac.
Završio je gimnaziju u Vršcu; studirao književnost na Filozofskom fakultetu Univerziteta u Novom Sadu. Bio je predavač na Specijalističkim akademskim studijama u Novom Sadu gde je predavao alternativnu književnost i umetnost. Radio je kao novinar, a zatim urednik u Radio Novom Sadu i na Televiziji Novi Sad, bio je glavni urednik izdavačke kuće "Libertatea", predsednik Društva za rumunski jezik i književnost, predsednik Društva književnika Vojvodine.
Član je Udruženja književnika Srbije odnosno Društva književnika Vojvodine, član Saveza književnika Rumunije, redovni član Međunarodne akademije umetnosti "Mihaj Eminesku" iz Krajove. Dobitnik je više značajnih nagrada u zemlji i inostranstvu. Godinu dana je živeo u Njujorku, gde je započeo proučavanje uticaja američke kulture na iseljenike rumunskog porekla iz Srbije. Prevođen je na više jezika: srpski, mađarski, slovački, rusinski, engleski, francuski, italijanski, španski, švedski, turski, albanski, poljski. Uvršten je u Antologiju evropskog modernog pesništva XX veka kao i u Antologiju savremene svetske poezije. Dedeljeno mu je zvanje Ambasadora poezije. Živi u Novom Sadu.

## Dela
Poezija
- Pantomima za nedeljno popodne (1968)
- Muškarac u tečnom stanju (1970)
- Kuća pustinje (1971)
- Liman tri (1978)
- Rotativni lavirint (1986)
- Kako su patuljci zaboravili da rastu (1987)
- Pomeranje tačke (1988)
- Efekat kontrasta (1989)
- Antistress show (1996)
- Jahač iz Vavilona (1996)
- Post-restant u arhipelagu (1999)
- Izlazak iz peščanika (2000)
- Dela imaginarnog (2004)
- Fotograf iz Ronkonkome (2009)
- Epska sudbina (2011)
- Mansarda sa zapadne strane (2012)
- Riba je iskočila iz akvarijuma (2017)

Proza
- Noć od hartije (1971)
- Klavir sa paukovima (1991)
- Zaumne priče (2011)
- Rođendanski piknik jednog anđela (2014)

Eseji
- Metagalaksija manjina (1996)
- Hacijenda sa beladonama (2003)
- Kraljica žitnog klasja ili Paralelni život Marije Balan (2003)
- Slojevitost i fascinacija suprotnosti (2007)
- Bele noći na Devojačkom bunaru (2010)
- Bežanje sa ivice (2019)

## Književne nagrade
Oktobarska nagrada za poeziju (1974); Povelja grada Novog Sada (1984); Grand Prix za poeziju „Lućijan Blaga”, Kluž-Napoka (1996); Zlatna značka, za celokupnu književnu aktivnost, Beograd (1996); Nagrada "Opera Omnia" Međunarodne akademije "Mihaj Eminesku", Krajova (2000); Nagrada Marin Soresku(2003); Orden "Mihaj Eminesku" za književnost, Jaši (2003); Nagrada "Vasile Vasko Popa" Društva književnika Vojvodine (2004); Nagrada Međunarodne akademije "Mihaj Eminesku" za poeziju, Krajova (2006); Zvanje „Pesnik Jašija” (2014); Nagrda za prozu na Mađunarodnom festivalu poezije, Krajova (2015); Nagrada za životno delo Udruženja književnika Srbije (2015); četiri puta je bio dobitnik Nagrade za knjigu godine.

## Spoljašnje veze
- https://www.yumpu.com/xx/document/read/20832626/2-mariana-danpdf-filoloski-fakultet
- http://www.diacronia.ro/en/indexing/details/A927 Архивирано на веб-сајту  (17. октобар 2021)
- https://www.imdb.com/name/nm1055019/?ref_=nmbio_bio_nm